# 해체주의 건축

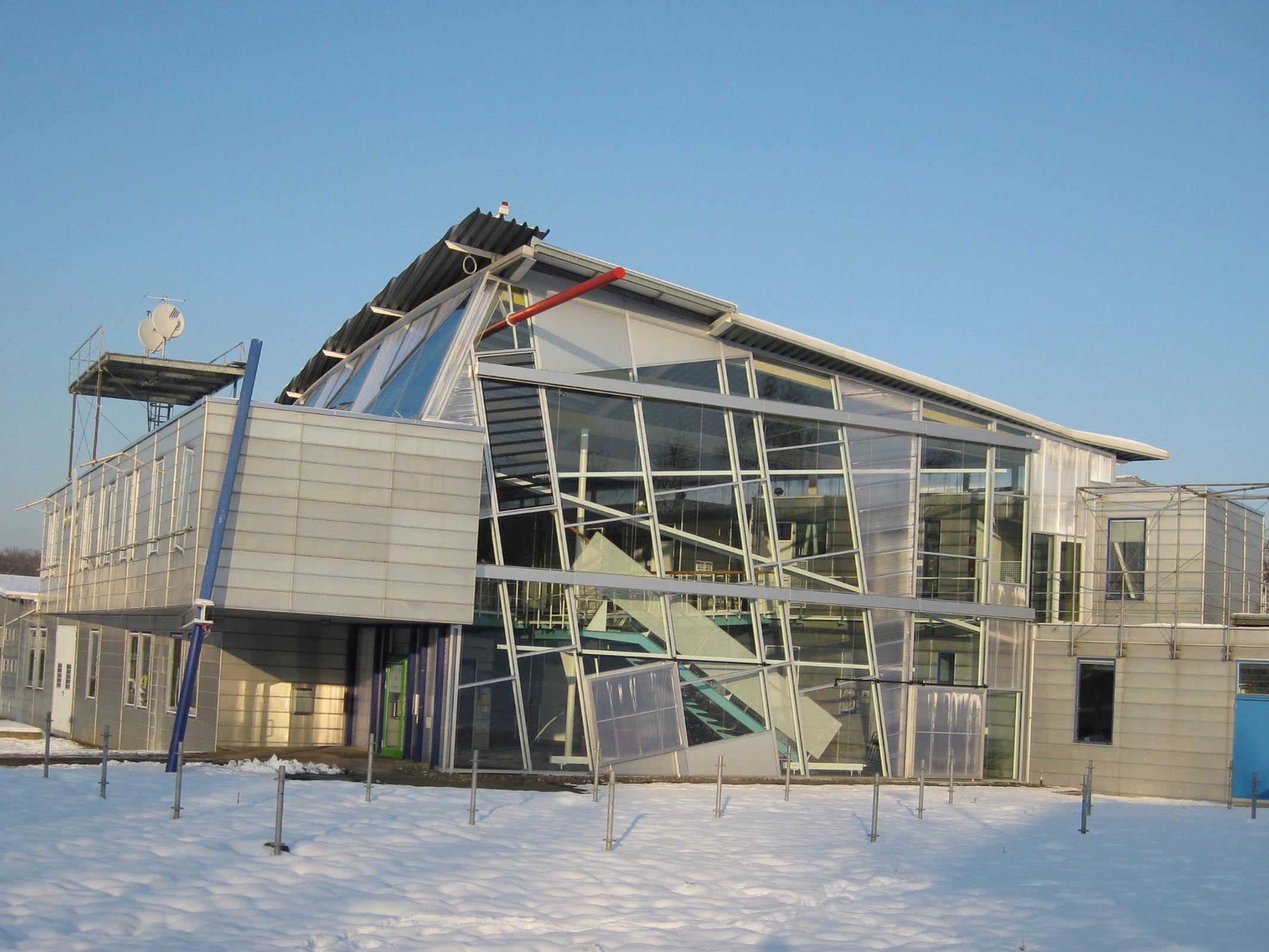

해체주의 건축(解體主義建築, 영어: Deconstructivism)은 포스트모더니즘 건축의 일파이며, 1980년대 후반 이후 2000년대에 이르기까지 세계 건축계를 석권하고 있다. 조각 같은 건축물의 형상, 설계 과정에서 비선형 기법, 구조 및 포장 등 건축 요소에 왜곡과 혼란을 일으키는 비유클리드 기하학의 응용 등의 특징을 가진다. 명칭의 유래는 프랑스 철학자 자크 데리다의 해체주의(deconstruction)과 구성주의 건축(constructivism)의 혼성어이다.

## 같이 보기
- 귄터 베니슈
- 러시아 구성주의
- 톰 메인